# Diógenes Lara
Diógenes Lara (1903. április 6. – 1971) bolíviai válogatott labdarúgó, edző.
A bolíviai válogatott tagjaként részt vett az 1930-as világbajnokságon és az 1926-os és az 1927-es Dél-amerikai bajnokságon.

## Külső hivatkozások
- Diógenes Lara a FIFA.com honlapján Archiválva 2015. február 4-i dátummal a Wayback Machine-ben